# The Queen of Spades (pel·lícula de 1949)
The Queen of Spades és una pel·lícula de fantasia de terror britànica del 1949 dirigida per Thorold Dickinson i protagonitzada per Anton Walbrook, Edith Evans i Yvonne Mitchell (en el seu debut cinematogràfic). Es basa en la narració curta homònima del 1834 d’Aleksandr Puixkin.

## Argument
El capità Herman Suvorin és un oficial rus dels enginyers a Sant Petersburg el 1806. Constantment mira com els altres oficials juguen a faraó, però ell mai juga perquè és contrari al risc de perdre els seus diners.
Herman escolta xafarderies entre diversos oficials militars sobre l'envellida comtessa Ranevskaia, que coneix el secret de guanyar a les cartes i va guanyar una gran suma de diners després de vendre la seva ànima, diverses dècades abans en la seva joventut. Més tard, Herman compra un llibre titulat Els secrets estranys del comte de Saint Germain que pretén explicar les històries reals de persones que van vendre la seva ànima per riquesa, poder o influència. Un capítol del llibre descriu com l'any 1746 una "comtessa R***" va obtenir el secret del comte i, posteriorment, va guanyar una fortuna amb les apostes. La comtessa va haver de prometre que no revelaria el secret. Herman assumeix que "la comtessa R***" és la comtessa Ranevskaia.
La comtessa (ara molt gran) té una pupila jove, Lizavieta Ivanovna. Andrei, un oficial militar de naixement noble i amic d'Herman, es troba amb Lizavieta en un mercat d'ocells i decideix convertir-se en el seu pretendent. Al mateix temps, Herman intenta seduir Lizavieta amb cartes d'amor per persuadir-la perquè el deixi entrar a casa de la comtessa. L'Andrei descobreix els avenços d'Herman, trenca la seva amistat i adverteix a Lizavieta que Herman és perillós. Lizavieta rebutja l'avís d'Andrei.
Herman accedeix a la casa i s'acosta a la comtessa, exigint el secret. S'ofereix a assumir el seu pecat a canvi. Ell repeteix les seves demandes, però ella no parla. Treu una pistola i l'amenaça, i la vella mor de por. Aleshores, Herman fuig a l'apartament de Lizavieta al mateix edifici. Allà confessa haver espantat de mort la comtessa. Es defensa dient que la pistola no estava carregada. S'escapa de la casa amb l'ajuda de Lizavieta, que li fa fàstic saber que les seves professions amoroses eren una màscara per a la cobdícia.
Herman assisteix al funeral de la comtessa, i s'espanta de veure la difunta obrir els ulls al taüt i mirar-lo. Més tard aquella nit, Herman llegeix un capítol del seu llibre titulat "Els morts renunciaran als seus secrets". Posteriorment, el fantasma de la comtessa visita el seu apartament. El fantasma anomena el secret de les tres cartes (tres, set, as), però li ordena que es casi amb Lizavieta com a condició. L'endemà, Herman intenta reconciliar-se amb Lizavieta, però ella torna a rebutjar-lo.
Herman porta tots els seus estalvis a un saló de jocs. Quan arriba, l'Andrei el desafia a un duel. Herman accepta amb la condició que Andrei jugui una mà de faraó amb ell; Andrei accepta. Herman aposta tots els seus estalvis al tres de piques i guanya. Herman i Andrei acorden una segona ronda, que Herman guanya al set de piques. Es juga una tercera ronda. Herman veu l'as de piques a la mà davant de la reina de piques. Herman posa la seva carta seleccionada boca avall a la taula i aposta per l'as, però quan es mostren les cartes, descobreix que ha apostat per la reina de piques i ho perd tot. Mostrant compassió, Andrei escorta un Herman molt distret des de la taula de joc, que murmura repetidament "tres, set, as... tres, set, reina".
Lizavieta i Andrei celebren junts la seva felicitat futura complint el somni de Lizavieta de comprar tots els ocells del mercat d'ocells i deixar-los lliures.

## Repartiment
- Anton Walbrook com el capità Herman Suvorin
- Edith Evans com la comtessa Ranevskaia
- Yvonne Mitchell com a Lizavieta Ivanova
- Ronald Howard com a Andrei
- Mary Jerrold com a vell Varvaruixka
- Anthony Dawson com a Fiodor
- Miles Malleson com a Txibukin
- Michael Medwin com a Hovaiski
- Athene Seyler com la princesa Ivaixin
- Ivor Barnard com a llibreter
- Aubrey Mallalieu com a Fedia
- Maroussia Dimitrevitch com a cantant gitana
- Violetta Elvin com a ballarina gitana
- Pauline Tennant com la jove comtessa Ranevskaia
- Hay Petrie com a criat d'Herman (al final)
- Aubrey Woods com a Dimitri

## Producció
El guió va ser adaptat d'un narració curta homònima d'Aleksandr Puixkin, amb un guió escrit per Arthur Boys i Rodney Ackland. Ackland també va ser originalment el director de la pel·lícula, abans que els desacords amb el productor Anatole de Grunwald i l'estrella Walbrook, van fer que fos substituït amb pocs dies d'avís per Thorold Dickinson, que també va reescriure seccions del guió.
La pel·lícula es va rodar als Welwyn Studios de Welwyn Garden City, Hertfordshire, utilitzant escenografies creades per William Kellner, a partir de dissenys originals d'Oliver Messel.

## Estrena
The Queen of Spades es va considerar perduda, però va ser redescoberta i posteriorment reestrenada als cinemes britànics el 26 de desembre de 2009. Va ser llançat al DVD de la Regió 2 el gener de 2010.

## Recepció

### Recepció crítica
A l'abril de 1950, la pel·lícula va obtenir uns ingressos bruts del distribuïdor de 47.282 £ al Regne Unit, de les quals 17.678 £ van ser per al productor.
En escriure el 1949, el crític de The New York Times Bosley Crowther va assenyalar "un repartiment molt ben realitzat, una producció barroca exquisida i una posada en escena d'un tipus tens i sorprenent. Si es tracta de calfreds romàntics el que estàs desitjant, aquesta és sens dubte la teva pel·lícula."
Kine Weekly va dir: "Melodrama vague i lúgubre, o més aviat un assaig en el nigromàntic. […] No s'ha estalviat ni un copec per establir l'atmosfera i el detall correctes, però l'accent en l'art és una mica massa genial. Sigui el que pensin els més alts, definitivament no és la tassa de vodka de les masses."
Monthly Film Bulletin va dir: "Aquesta pel·lícula excessivament elaborada, carregada de tots els trucs de l'art cinematogràfic, està interpretada de manera magnífica per Edith Evans, la interpretació de la qual és la gràcia salvadora del drama, tot i que la creació... L'artista l'ha fet massa artificial i aterridora per ser creïble. S'ha fet un bon ús dels efectes sonors; el "fru-fru" recurrent del vestit de seda de la comtessa, la nitidesa de la neu, el vent en el somni, fer un tot sinistre i emocionant. Anton Walbrook és decebedor, en molts llocs és inaudible, i pronuncia les seves paraules en xiuxiueigs sibilants. […] Tanmateix, tot i que no funciona tan bé com altres pel·lícules dirigides per Thorold Dickinson, és una producció excepcional i que val la pena."
Leslie Halliwell va escriure: "Recreació decebedorament lenta però esplèndidament atmosfèrica d'una antiga història russa amb totes les parades decoratives; els calfreds quan arriben són bastant aterridors, l'estil és impressionista i l'actuació adequadament extravagant."
A British Sound Films: The Studio Years 1928–1959 David Quinlan va valorar la pel·lícula com a "bona" i la va qualificar de "refrigeradora barroca amb una decoració ricament decadent."
La Guide to Films de Radio Times va donar a la pel·lícula 4/5 estrelles, i va escriure: "El director Thorold Dickinson crea la que generalment es considera la seva millor pel·lícula: una història de fantasmes molt ben muntada i molt atmosfèrica que encara fa bullir la sang."
Rotten Tomatoes va informar que el 96% dels crítics han donat a la pel·lícula una crítica positiva basada en 24 ressenyes, amb una valoració mitjana de 8,4/10.
Wes Anderson la va classificar com la sisena millor pel·lícula britànica. Martin Scorsese ha descrit Thorold Dickinson com un director infravalorat, dient de The Queen of Spades que "aquesta impressionant pel·lícula és un dels pocs veritables clàssics del cinema sobrenatural." Dennis Schwartz d'Ozus' World Movie Reviews va puntuar la pel·lícula amb un A−, anomenant-la " un conte sobrenatural atmosfèric surrealista filmat magistralment".

### Reconeixements
La pel·lícula va ser nominada al BAFTA a la millor pel·lícula britànica i va ser presentada al 3r Festival Internacional de Cinema de Canes.